# 비아중학교
비아중학교(飛鴉中學校)는 광주광역시 광산구 월계동에 위치한 사립 중학교이다.

## 학교 연혁
- 1950년 4월 28일 : 재단법인 무양서원 설립인가
- 1951년 6월 12일 : 무양중학교 개교인가
- 1964년 2월 28일 : 학교법인 무양서원으로 조직 변경
- 1992년 11월 28일 : 비아중학교로 교명 변경
- 2014년 7월 27일 : 제10대 최성희 이사장 취임
- 2022년 1월 5일 : 비아중 제72회 졸업 126명(남 61명, 여 65명) 졸업생 총수 12,652명(남 6,672명, 여 5,980명)
- 2022년 3월 1일 : 제26대 기형훈 교장 취임
- 2023년 2월 28일 : 비아고등학교 전환으로 인해 74년만에 폐교[1]

## 같이 보기
- 무양서원
- 비아고등학교

## 참고 자료
- 비아중학교 - 한국교육학술정보원 학교알리미